# Подлужная слобода
Подлужная слобода (тат. Падлужны бистәсе, Padlujnı bistäse) — историческая местность в Вахитовском районе Казани.

## География
Подлужная слобода расположена на левом берегу Казанки, между ней и возвышенностью, занимаемой парком «Русская Швейцария» (позже — парк Горького), в северо-западной части исторического центра Казани. Западнее находится Фуксовский сад.

## История
Слобода получила свое название по Подлужной дороге, получившей это название во второй половине XVI века. Приставка «под» в её названии используется в значении «рядом, около».
Слобода вдоль этой дороги возникла к концу XVIII века. Из-за её расположения в низине слобода регулярно затоплялась, что вызывало частые эпидемии (в частности, малярии).
В слободе в XIX веке было развито кожевенное производство, однако к началу XX века оно сошло на нет. В начале XX века здесь находились мукомольная мельница, кожевенно-лакировочное заведение, мастерская по выработке ручных гранат, военно-аптечный склад, открытое в 1906 году XXIX начальное училище, дом комитета общества трезвости и приют, лечебница и библиотека при нём, купальни. В слободе проживали небогатые дворяне, чиновники, медики, художники и ученики художественной школы.
В 1957 году часть слободы (части улиц 1-й и 2-й Подлужных, Красноярская, Толстого, Глухой переулок) попали в зону затопления Куйбышевского водохранилища; часть жителей была переселена в посёлок Карьер.
Застройка слободы до конца XX века была преимущественно деревянной; в настоящее время в слободе есть и дома дореволюционной (деревянные и каменные), и советской («хрущёвки», частные дома) и постсоветской постройки.

## Улицы
- Подлужная
- Толстого (часть)
- 2-я Подлужная
- 3-я Подлужная
- Красноярская
- Марийская
- Глухая
- Подлужно-Набережная

## Транспорт
Подлужную слободу с противоположным берегом Казанки до революции связывал Коровий мост, возведённый не позднее конца XIX века и просуществовавший до 1950-х годов. Мост был назван так оттого, что по нему перегоняли коров на пастбища на правом берегу Казанки.
В августе 1999 года был возведён понтонный мост, соединивший проспект Амирхана с улицей Толстого и просуществовавший 10 лет. Его заменил мост Миллениум, прошедший над территорией слободы; в 2010 году с него построены съезды на Подлужную улицу.

## Известные жители
В слободе проживали депутат Государственной думы РИ Алексей Хорват, учёный-медик Василий Парин и его дети (Василий и Борис, дом Петяева), председатель Казанского общества трезвости Александр Соловьёв (дом общества трезвости), военный комиссар ТАССР Степан Домолазов, этнограф Евгений Бусыгин, чувашские театральные деятели Иоаким Максимов-Кошкинский,  Константин Васильев и Пётр Фёдоров.